# Dvě neznámé povídky
Dvě neznámé povídky je kniha Josefa Škvoreckého.
Povídka „Panta rei“,  lehce načrtává politické poměry v konci II. Světové války a počátku socialismu tak, jak je vnímá zprvu malý chlapec, poté už dospívající mladík.
Prakticky denně byl konfrontován ve škole se svým postavením buržoazního synka, jehož otec měl problémy jak s fašisty, tak s komunisty. Za své názory by otec dokonce vězněn, v koncentračním táboře také zemřel. Ještě za otcova života se vypravěč setkal s redaktorkou Národních listů Zkoumalovou. Podruhé se s ní setkal v rodině své přítelkyně, jejíž otec byl poslancem za Československé strany lidové. Reportérka se v tomto období nadchla náboženskou tematikou a redakci NL vyměnila za redakci Lidové demokracie, dokonce odcestovala za reportáží o zázraku zjevení Panny Marie na Slovensko – tam se setkala s „kolegy“ z RP a byla otřesena jejich názory.
Potom přišel Únor.
Zkoumalovou z redakce vyhodili a nasadili ji do továrny. Tam byla pohoršena dělnickým prostředím. Díky své názorové přizpůsobivosti si na změnu prostředí rychle zvykla, socialismus jí přestal vadit a dokonce začala žít s dělnickým mistrem.
Tento příběh nemá zcela jasné rysy klasické povídky – Postava redaktorky Zkoumalové se během vyprávění zcela změní a žena přechází mezi různými politickými názory a mění životní filozofie dost zásadním způsobem, podle okamžitého stavu společnosti.
Déle má tato povídka expozici, což pro tento žánr není zrovna typické.
Je psána ich formou a je určena časem i místem – Československo mezi čtyřicátými a polovinou padesátých let.